# Federico Amador
Federico Amador (Buenos Aires, Argentína, 1975. október 23. –) argentin színész.

## Élete
Federico Grandolini 1975.október 23-án született Buenos Airesben. Az "Amador" nevet 5 éves kora óta használja a dédapja után, aki költő volt és Felix Amador néven írta verseit. 14 éves kora óta érdekli a színészet. Számos telenovellában és színházi darabban játszott, első főszerepét 2009-ben kapta a Niní című ifjúsági sorozatban, ahol Florencia Bertottival alakított szerelmespárt. A fikció azonban valósággá vált, ugyanis a forgatások alatt egymásba szerettek.

## Televízió
- Celebrity Splash (2013)
- Historias de corazón... Guido (2013)
- Herederos de una venganza... Rafael Ferrero (2011)
- Secretos de amor ... Martin (2010)
- Niní .... Tomás Parker (2009-2010)
- Los exitosos Pells .... Nacho (2008)
- Lalola .... Manuel (2007)
- Amor mío (1 episode, 2007)
- Mujeres de nadie .... Andrés Iglesias (2007)
- Casi ángeles .... Alex (2007)
- La ley del amor .... Walter (2006)
- Beinase (2006) .... Patricio
- El tiempo no para .... Matias (2006)
- Mosca y Smith en el Once (2004)
- Los secretos de papá (2004)
- The Heir (2004)
- Malandras (2003) (nincs feltüntetve)
- Tango Lover (2002)

## Mozi
- La pelea de mi vida (2012)
- Solos en la ciudad (2009) Gonzalo
- Largometraje (2003)